# Kazushige Kirihata
Kazushige Kirihata (桐畑 和繁, 30 de junho de 1987) é um futebolista profissional japonês, goleiro, milita no Kashiwa Reysol.